# Orodes II. (Elymais)
Orodes II. (aramäisch: wrwd) war ein Herrscher der Elymais, der hauptsächlich von seinen Münzen bekannt ist. Seine Münzen tragen aramäische Legenden und bezeichnen ihn als König und Sohn eines Orodes, wahrscheinlich von Orodes I. Auf seinen Münzen wird der Herrscher in der Regel frontal dargestellt. Sie sind nicht datiert, werden aus stilistischen Erwägungen aber ins zweite Jahrhundert n. Chr. eingeordnet.